# قزم بمفرده
قزم بمفرده (بالإنجليزية: Gnome Alone)‏ هو فيلم رسوم متحركة بريطاني أمريكي كندي من إخراج بيتر ليبينوتيس.

## طاقم التمثيل
- بيكي جي
- جوش بيك
- تارا سترونغ
- أوليفيا هولت
- ديفيد كويشنير
- جف دونهام
- باتريك ستامب
- ناش جرير
- ماديسون دي لا غارزا
- جورج لوبيز
- فريد تاتاسكاوري

## وصلات خارجية
- قزم بمفرده على موقع IMDb (الإنجليزية)
- قزم بمفرده على موقع ميتاكريتيك (الإنجليزية)
- قزم بمفرده على موقع روتن توميتوز (الإنجليزية)
- قزم بمفرده على موقع نتفليكس (الإنجليزية)
- قزم بمفرده على موقع قاعدة بيانات الأفلام العربية
- قزم بمفرده على موقع ألو سيني (الفرنسية)
- قزم بمفرده على موقع قاعدة بيانات الفيلم (الإنجليزية)
- قزم بمفرده على موقع ليتربوكسد (الإنجليزية)
- قزم بمفرده على موقع كينوبويسك (الروسية)